# Can Totossaus
Can Totossaus, o Can Tutusaus, és un edifici del municipi d'Olesa de Bonesvalls (l'Alt Penedès) situat a la plaça de la Creu. Està catalogat a l'Inventari del Patrimoni Arquitectònic de Catalunya.

## Descripció
És un edifici de planta rectangular, amb un cos sobresortint a la banda esquerra. Té grans dimensions i consta de planta baixa i dos pisos. La façana principal presenta, a la planta baixa, tres obertures allindades (una porta i dues finestres): al primer pis hi ha quatre balcons allindanats amb baranes de ferro, i el segon pis és format per una galeria d'onze arcs de mig punt amb balustres de ceràmica. El conjunt es completa amb diverses dependències annexes, i amb una tanca perimetral.
Al costat de la casa hi ha un edifici de planta rectangular de finals del segle XIX o inicis del XX. Aquest tenia un celler a la planta baixa ple de botes que han estat desmuntades fa poc temps; i al pis hi havia un local social de la gent d'ideologia més conservadora del poble que s'utilitzava per fer ball i cinema.

## Història
L'actual edifici de Can Totossaus data del segle xviii. Segurament amb anterioritat existia una altra construcció no conservada. L'edifici pertany des dels seus orígens a la família Badell, que procedien del mas de la Pedrosa, mas que van abandonar quan es van instal·lar al nou mas que van construir al poble.